# Manuel Sánchez Arcas
Manuel Sánchez Arcas   (Madrid, 1897 - Berlín, 1970) va ser un arquitecte i urbanista espanyol. Va obtenir el títol en l'Escola Tècnica Superior d'Arquitectura de Madrid el 1921. Va ampliar estudis a Londres i va treballar amb Secundino Zuazo.
Va guanyar el concurs per a erigir l'Hospital Provincial de Toledo (1926-1931), i el concurs per a construir l'Institut Nacional de Física i Química de la Fundació Rockefeller (l'anomenat «Edifici Rockefeller», 1927-1932), ambdós al costat de Luis Lacasa.
Entre 1932 i 1936 va projectar i va realitzar el Pavelló de Govern, la Central Tèrmica i l'Hospital Clínic de la Ciutat Universitària de Madrid, aquestes en col·laboració amb l'enginyer Eduard Torroja i Miret, amb qui també va col·laborar en el Mercat d'Abastaments d'Algesires (1933-35). Entre els dos, van fundar l'Institut Tècnic de la Construcció i Edificació (actualment Institut Eduard Torroja).
Ambdós van rebre el Premi Nacional d'Arquitectura de 1932 pel projecte de la Central Tèrmica de la Ciutat Universitària. Després de la guerra civil espanyola, en una ona de depuració el 1939 va ser sancionat pel Col·legi oficial dels arquitectes de Madrid, amb la «inhabilitació perpètua de l'exercici públic i privat de la professió». Va haver de marxar a l'exili a Rússia i Polònia on va treballar en els projectes de reconstrucció de Varsòvia. Posteriorment es va traslladar a Berlín Oriental, a la República Democràtica Alemanya, on va morir el 1970. Va ser rehabilitat pòstumament el 2003.